# Hammam Lif
Pour les articles homonymes, voir Naro.
Hammam Lif (arabe : حمام الأنف) est une ville côtière de la banlieue sud de Tunis, dont elle est distante d'une dizaine de kilomètres.
Rattachée administrativement au gouvernorat de Ben Arous, elle constitue une municipalité de 42 518 habitants en 2014.
Elle tire son nom de deux sources thermales émergeant au pied du djebel Boukornine.

## Situation géographique
Hammam Lif, située dans la banlieue sud de Tunis, est délimitée par la mer Méditerranée et les municipalités d'Ezzahra, Hammam Chott, Bou Mhel el-Bassatine et Mornag.
|                       | Mer Méditerranée  |              |
| Ezzahra               | Hammam Lif        | Hammam Chott |
| Bou Mhel el-Bassatine | Djebel Boukornine | Mornag       |

## Histoire
Connue dans l'Antiquité sous le nom de Naro (d'origine punique) puis d’ad Aquas Gumritanas (XIe siècle) puis encore d'Aquae Persianae, cette localité est rebaptisée Hammet El Jazira (arabe : حامّة الجزيرة) après la conquête arabe. Elle prend ensuite le nom de Hammam Lif formé des termes hammam et anf (nez) car les sources ont pour but principal de guérir les infections liées aux problèmes respiratoires.
Une présence juive régionale est attestée par une inscription latine (Sancta Synagoga naronitana (« sainte synagogue de Naro ») sur une mosaïque du IIIe ou du IVe siècle retrouvée dans la synagogue de Naro.
Pendant la période arabe, le site n'est guère fréquenté et ce n'est que vers 1750 qu'Ali II Bey fait construire, pour son usage personnel, un pavillon au voisinage immédiat de l'une des sources qui prend le nom d'Aïn El Bey. Il fait aussi édifier des installations pour les voyageurs et les malades à proximité de la seconde source appelé Aïn El Ariane. En 1826, Hussein II Bey fait construire, à côté du pavillon, une résidence pour y habiter avec sa famille et sa cour pendant une partie de l'année. Cette résidence assez modeste est à l'origine du palais beylical dont certains souverains régnants feront leur résidence d'hiver, tout en conservant l'usage des eaux d'Aïn El Bey. L'autre source sert donc à alimenter les établissements à usage public.
La municipalité de Hammam Lif est créée par le décret du 9 mars 1899.
À la fin du XIXe siècle, la plage de Hammam Lif est déserte mais devient de plus en plus fréquentée au cours du XXe siècle. En mai 1943, des violents combats entre les troupes alliées et celles de l'Axe, battant en retraite vers le cap Bon, éprouvent durement la population civile.

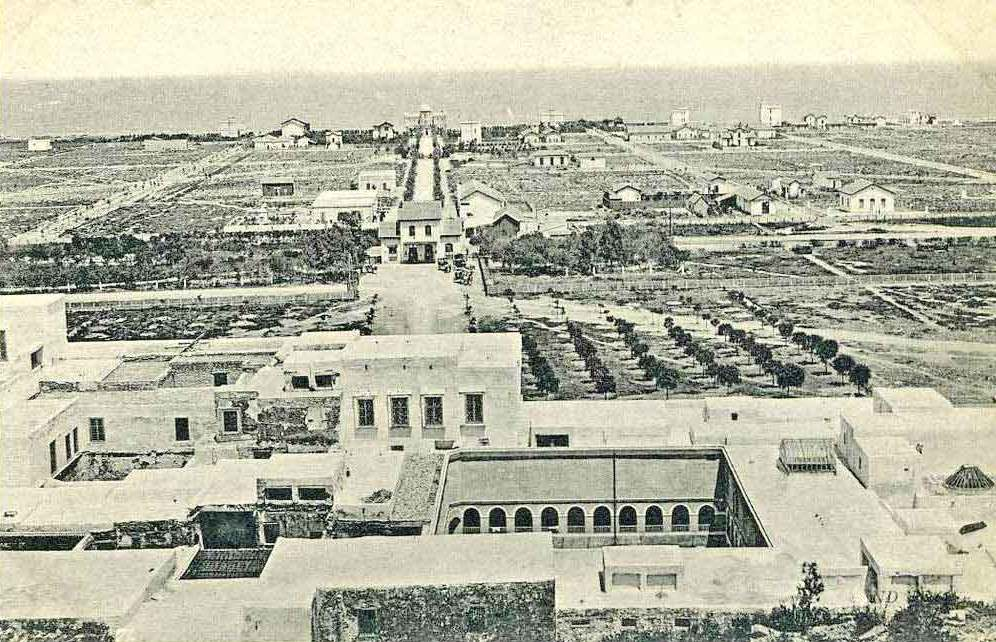
Vue depuis le palais beylical (vers 1900).
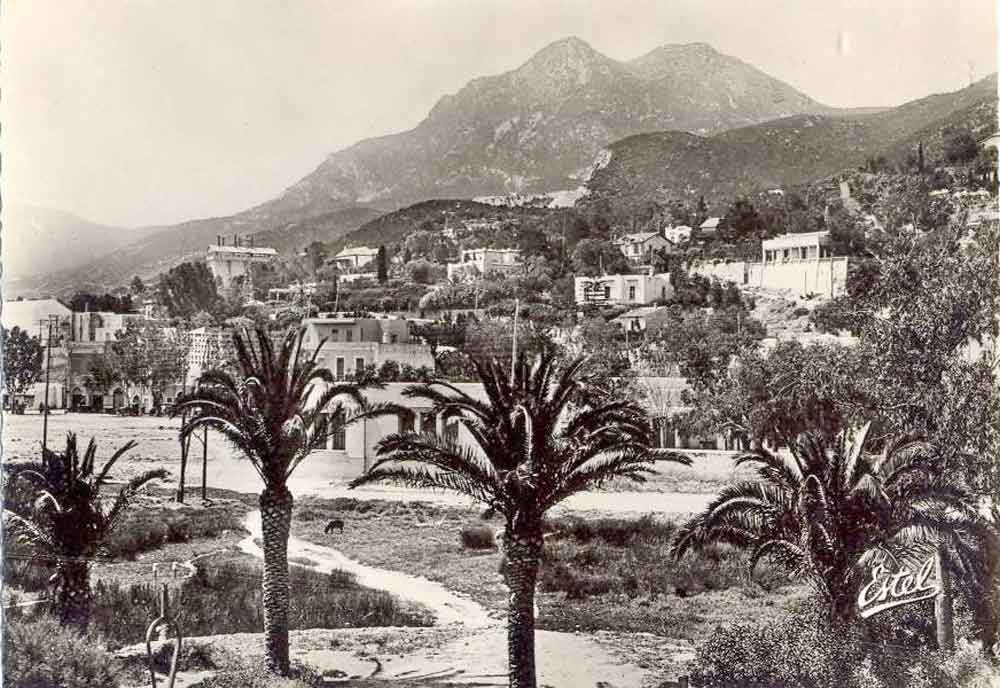
Vue du djebel Boukornine.
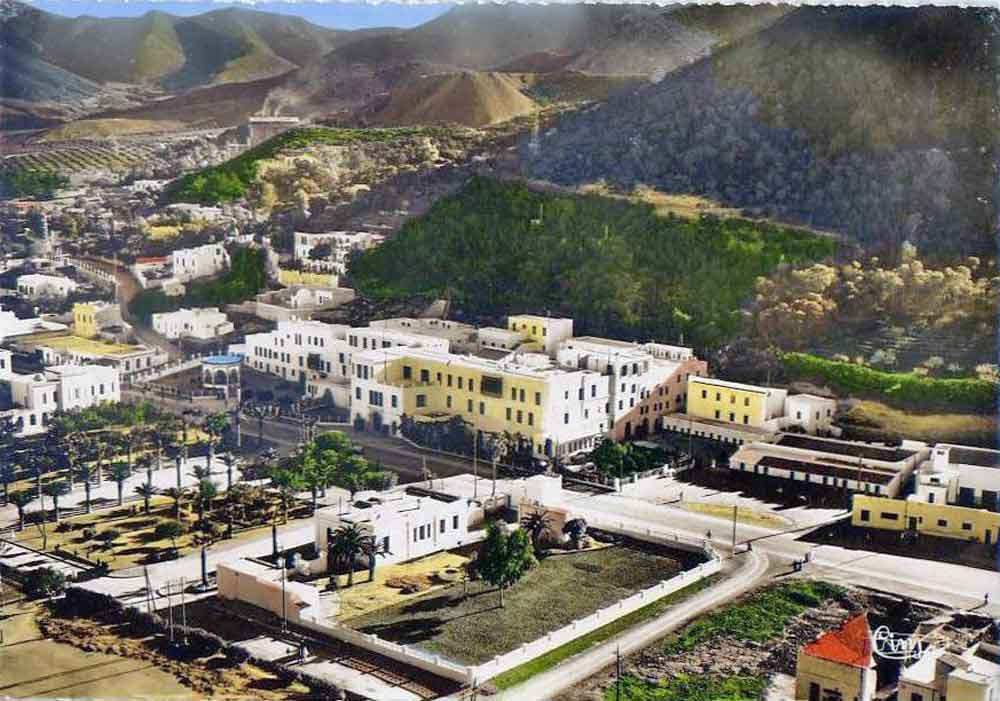
Palais beylical (vers 1950).
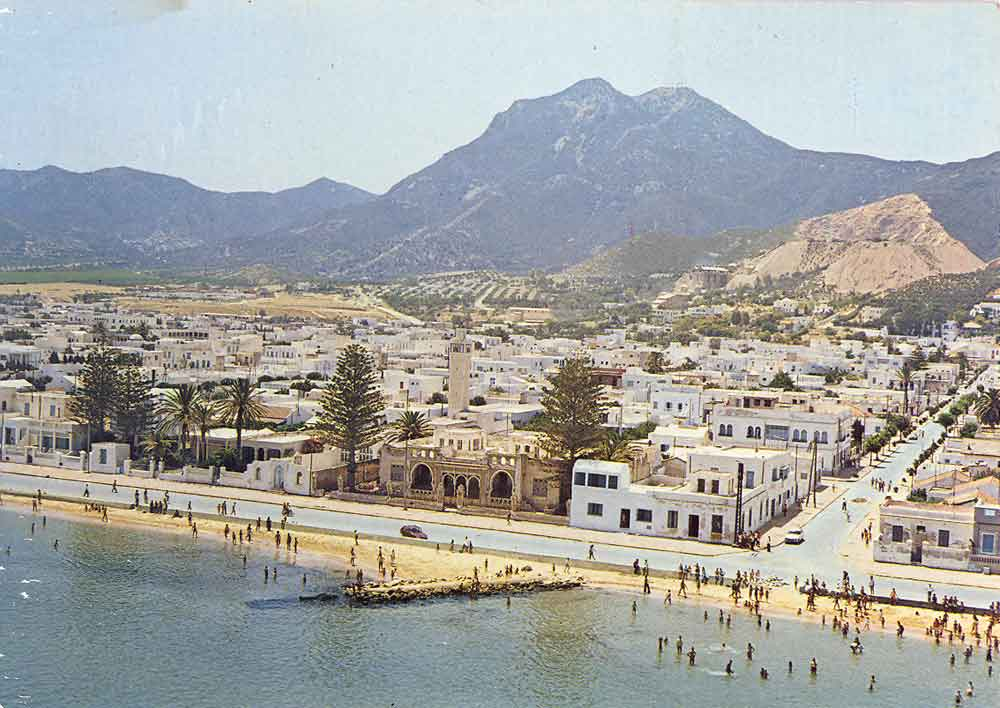
Aperçu de la plage de Hammam Lif vers 1950.

## Démographie
En 2014, la population atteint 42 518 personnes, dont 21 615 femmes (51,5 % de la population) et 20 615 hommes (48,5 % de la population).
| Secteurs                | Population (2014) | Population (2014 en %) | Densité    |
| ----------------------- | ----------------- | ---------------------- | ---------- |
| Cité Mohamed Ali        | 10 392            | 24,44 %                | 1,472 km²  |
| Chaabia                 | 10 056            | 23,65 %                | 12,155 km² |
| Hammam-Lif Centre-Ville | 9 945             | 23,39 %                | 9,144 km²  |
| Boukornine              | 12 125            | 28,52 %                | 7,833 km²  |

## Transport
La ville de Hammam Lif possède trois gares sur la ligne qui traverse la banlieue sud de Tunis : Hammam Lif (situé au centre-ville), Boukornine (situé dans le quartier du même nom) et Arrêt du Stade (situé près du stade municipal).
Elle abrite également une station de bus située près du théâtre de la ville.

## Sport
L'association sportive qui représente la ville est le Club sportif de Hammam Lif fondé en 1944. Il se manifeste dans de nombreuses disciplines collectives et individuelles, comme le football. L'équipe, quatre fois championne de Tunisie et qui a remporté neuf coupes de Tunisie et une Supercoupe, joue ses matchs au stade municipal. Parmi les sports collectifs, on trouve le volley-ball, le basket-ball et anciennement le handball. Parmi les sports individuels, on trouve le karaté, la boxe, la boxe anglaise et le kick-boxing.

## Jumelage
Hammam Lif est jumelée avec plusieurs villes :
- Luxeuil-les-Bains (France) depuis le 14 mai 1961 ;
- Salsomaggiore Terme (Italie) depuis le 26 juin 1966 ;
- Granby (Canada) depuis le 17 octobre 1967 ;
- Antony (France)[9] depuis le 27 juillet 1969 ;
- Kénitra (Maroc) depuis le 8 juin 1982 ;
- Zaouïa (Libye) depuis le 7 août 1984.